# Какусэй
Какусэй (яп. 鶴聖, пробуждение) — японский турнир по игре го, существовавший с 1979 по 2003 годы. Спонсором турнира была компания Japan Airlines. До 1986 года проводился по круговой системе в формате блица. В 2003 году титул Какусэй и женский аналогичный титул были отменены, вместо него появился чемпионат по быстрому го.

## Обладатели титула
| Игрок          | Годы                         |
| -------------- | ---------------------------- |
| Рин Кайхо      | 1979, 1992, 1998             |
| Масао Като     | 1980, 1986, 1995, 1996       |
| Хидэо Отакэ    | 1981, 1983, 1984, 1987, 1988 |
| Тё Тикун       | 1982, 1985                   |
| О Риссэй       | 1989, 1993, 1999, 2000       |
| Сатоси Катаока | 1990                         |
| Масаки Такэмия | 1991                         |
| Коити Кобаяси  | 1994, 1997, 2001             |
| Норимото Ёда   | 2002                         |
| Сатоси Юки     | 2003                         |